# Brantôme, Dordogne

Brantôme este o comună în departamentul Dordogne din sud-vestul Franței. În 2009 avea o populație de 2.140 de locuitori.

## Evoluția populației
| An        | 1975  | 1982  | 1990  | 1999  | 2006  | 2009  |
| --------- | ----- | ----- | ----- | ----- | ----- | ----- |
| Populație | 2.026 | 2.101 | 2.080 | 2.043 | 2.112 | 2.140 |